# Alchornea hunanensis
Alchornea hunanensis är en törelväxtart som beskrevs av Hua Shing Kiu. Alchornea hunanensis ingår i släktet Alchornea och familjen törelväxter. Inga underarter finns listade i Catalogue of Life.